# Kuno Fischer
Ernst Kuno Berthold Fischer, (23 juillet 1824, Tschistey arrondissement de Guhrau - 5 juillet 1907, Heidelberg) est un philosophe allemand.
Une des plus grandes contributions de Fischer à la philosophie fut la distinction de l'empirisme et du rationalisme en catégorisant des philosophes, en particulier ceux du XVIIe et XVIIIe siècles. John Locke, George Berkeley et David Hume furent classés empiristes tandis que René Descartes, Baruch Spinoza et Gottfried Wilhelm Leibniz dans les rationalistes.
L'empirisme, dit-il, prétend que la connaissance humaine dérive de l'expérience sensitive alors que le rationalisme prétend que des connaissances peuvent être acquises sans l'expérience à base de principes. Bien qu'influente en son temps, la distinction faite par Fischer est remise en question car elle échoue dans la philosophie actuelle à distinguer clairement les pensées exactes et les méthodologies des philosophes qu'elle catégorise.
Son histoire de la philosophie moderne a été intensivement utilisée par Nietzsche.

## Œuvres
- System der Logik und Metaphysik (1852)
- Schiller als Philosoph. J. C. Hermann (J. E. Suchsland) (Frankfurt am Main, 1858)
- Die beiden Kantischen Schulen in Jena (Stuttgart, 1862)
- Geschichte der neuren Philosophie. 3. u. 4. Bd. Immanuel Kant und seine Lehre. 3. Aufl. Verlagsbuchhandlung Fr. Bassermann (Munich, 1882)
- Hegels Leben und Werke (Heidelberg, 1911)
- Kant's Leben und Charakter (Wissenschaftlicher Verlag) (Schutterwald/Baden 2001)  (ISBN 978-3-928640-71-8)